# 熱烈歓迎わんだーらんど
「熱烈歓迎わんだーらんど」（ねつれつかんげいわんだーらんど）は、2009年5月27日にGloryHeavenから発売されたシングル。

## 解説
- 歌っているのは作中でメインキャラクター5人の声を充てている植田佳奈、小清水亜美、釘宮理恵、白石涼子、伊藤静が担当している。
- 「熱烈歓迎わんだーらんど」は、テレビアニメ『咲-Saki-』の前期エンディングテーマとして使用された。
- 『咲-Saki-』は、麻雀を題材とした作品であるため、この楽曲の歌詞にも『一向聴』や『混一色』などの麻雀用語が多用されている。
- 2ndエンディングテーマ『残酷な願いの中で』をカップリング曲で収録。こちらは植田と小清水のみが歌っている。
- ジャケットには宮永咲、原村和、片岡優希、染谷まこ、竹井久の5人のデフォルメイラストが描かれている。
- 「残酷な願いの中で」は、第7話以降「熱烈歓迎わんだーらんど」、後期エンディングテーマ「四角い宇宙で待ってるよ」と交互に使用された。
- 「四角い宇宙で待ってるよ」にはリミックス版である「熱烈歓迎わんだーらんど SAKIにあがるね Mix」が収録されている。

## 収録曲
（全作詞：畑亜貴）
1. 熱烈歓迎わんだーらんど [4:35] 
作曲：福本公四郎、編曲：安藤高弘
  - テレビ東京系テレビアニメ『咲-Saki-』前期エンディングテーマ
  - 第20話挿入歌
2. 残酷な願いの中で  [4:12] 
  - テレビ東京系テレビアニメ『咲-Saki-』後期エンディングテーマ

作曲：rino、編曲：虹音
3. 熱烈歓迎わんだーらんど（inst.）
4. 残酷な願いの中で （inst.）

## カバー
熱烈歓迎わんだーらんど
- 2012年6月20日発売のテレビアニメ『咲-Saki- 阿知賀編 episode of side-A』のBlu-ray 第1巻初回限定版の特典CDに高鴨穏乃（悠木碧）、新子憧（東山奈央）、松実玄（花澤香菜）、松実宥（MAKO）、鷺森灼（内山夕実）の5人によるカバー版が収録された。2013年3月27日発売のアルバム『咲-Saki- 阿知賀編 episode of side-A キャラソンベストアルバム THE 夢のヒットスクエア 阿知賀編』では、新規録音版として「阿知賀女子りぷろだくとver.」が収録された。